# Kecksburg
Kecksburg è un'area non incorporata della Township di Mount Pleasant, nella Contea di Westmoreland.
Si trova a circa 50 km a sud-est di Pittsburgh, in una zona ricca di boschi, ad un'altitudine di 369 metri.
È famosa per un avvistamento di UFO avvenuto nel 1965 e conosciuto come incidente di Kecksburg.